# Zygops
Zygops är ett släkte av skalbaggar. Zygops ingår i familjen vivlar.

## Dottertaxa tillZygops, i alfabetisk ordning[1]
- Zygops adustus
- Zygops affinis
- Zygops albicollis
- Zygops albiventris
- Zygops amoenula
- Zygops anchorifera
- Zygops angustula
- Zygops argenteiventris
- Zygops argus
- Zygops bactrianus
- Zygops balsaminae
- Zygops batesi
- Zygops biguttata
- Zygops boisduvali
- Zygops boisduvalii
- Zygops brevis
- Zygops buffo
- Zygops bufo
- Zygops cataleuca
- Zygops centromaculata
- Zygops cerastes
- Zygops ciliatus
- Zygops cinctipes
- Zygops compactus
- Zygops consanguinea
- Zygops dimidiata
- Zygops discoidalis
- Zygops disjecta
- Zygops disjuncta
- Zygops disjunctus
- Zygops erythropyga
- Zygops funambula
- Zygops furfuraceus
- Zygops geminata
- Zygops germari
- Zygops heros
- Zygops hexastichus
- Zygops hieroglyphica
- Zygops hieroglyphicus
- Zygops hinnula
- Zygops hinnulus
- Zygops histrio
- Zygops hostia
- Zygops impressiventris
- Zygops inermis
- Zygops insinuaticollis
- Zygops insinuatocollis
- Zygops interruptolineata
- Zygops jaspidea
- Zygops jaspideus
- Zygops lacrymosa
- Zygops lamella
- Zygops latevittata
- Zygops latro
- Zygops leucogaster
- Zygops ligatus
- Zygops lineatocollis
- Zygops maculipes
- Zygops maculiventris
- Zygops marmorea
- Zygops media
- Zygops mexicana
- Zygops mexicanus
- Zygops minuta
- Zygops mixta
- Zygops muricata
- Zygops murina
- Zygops nebulosa
- Zygops ochatina
- Zygops ochatinus
- Zygops oculatus
- Zygops operculatus
- Zygops papaveratus
- Zygops parvula
- Zygops parvulus
- Zygops pia
- Zygops pistor
- Zygops pius
- Zygops planula
- Zygops planulus
- Zygops pleuronectes
- Zygops pluriguttata
- Zygops polyodon
- Zygops proxima
- Zygops quadridentata
- Zygops quadrimaculata
- Zygops quadrinotata
- Zygops quercus
- Zygops reticulata
- Zygops rubricollis
- Zygops rufitorquis
- Zygops rufomaculata
- Zygops sancta
- Zygops sanctus
- Zygops scenica
- Zygops scenicus
- Zygops scutulata
- Zygops scutulatus
- Zygops sellata
- Zygops semialba
- Zygops semialbus
- Zygops seminiveus
- Zygops signativentris
- Zygops sinuatocollis
- Zygops sobrina
- Zygops sobrius
- Zygops squalidus
- Zygops stigma
- Zygops stigmatica
- Zygops stigmaticus
- Zygops stipitosus
- Zygops strix
- Zygops subbifasciata
- Zygops submaculata
- Zygops submaculatus
- Zygops suffusus
- Zygops temporaria
- Zygops temporarius
- Zygops tricolor
- Zygops tridentata
- Zygops tridentatus
- Zygops tripartita
- Zygops trivittata
- Zygops undulipennis
- Zygops wiedi
- Zygops wiedii
- Zygops vinitor
- Zygops vinula
- Zygops vinulus
- Zygops vitticollis